# (1808) Bellerophon
(1808) Bellerophon – planetoida z grupy pasa głównego planetoid okrążająca Słońce w ciągu 4 lat i 203 dni w średniej odległości 2,75 au Została odkryta 24 września 1960 roku w Obserwatorium Palomar w programie Palomar-Leiden-Survey przez Cornelisa i Ingrid van Houtenów oraz Toma Gehrelsa. Nazwa planetoidy pochodzi od Bellerofonta, herosa w mitologii greckiej. Przed nadaniem nazwy planetoida nosiła oznaczenie tymczasowe (1808) 2517 P-L.